# Malbork
Malbork (tysk: Marienburg) er en by i det nordlige Polen i Voivodskabet Pomorskie. Malbork ligger ved floden Nogat 40 km sydøst for Gdańsk.
Byen Malbork er kendt for ordensborgen af samme navn (polsk: Zamek w Malborku; tysk: Marienburg), som anses for at være det største værk inden for gotisk murstensarkitektur. Ordensborgen Malbork var under opførsel i 230 år og er udover at være et klassisk eksempel på en middelalderfæstning, verdens største borg opført i teglsten. Fra 1309 til 1457 var slotskomplekset sæde for Den Tyske Ordens stormestre og dermed Den Tyske Ordens hovedhus og magtcentrum.
Malbork var i tidlig moderne tid hovedstad i voivodskabet Malborskie i kongeriget Polen. Byen blev beslaglagt af Preussen i Polens 1. deling i 1772, og var fra 1871 til 1945 en del af Tyskland. I juni 1945 blev byen som et led i Potsdamkonferencen overdraget til de polske myndigheder, der havde etableret sig i byen i april måned. Under krigen blev over 50 % af Ordensborgen Malbork ødelagt. Siden er der foregået restaureringer af fæstningen, og borgen og museet har siden 1997 været på UNESCO's Verdensarvsliste.

## Historie

### 1200- til 1600-tallet
I 1274, 40 år efter begyndelsen af erobringen af Preussen, begyndte Den Tyske Ordens stormester Konrad von Tierberg d. Ældre, på opførelsen af Marienburg på højre bred af Nogat, som er en deltagren af floden Wisła (Vistula). Borgen fik navn efter jomfru Maria, der var ordenens skytshelgen. Sydvest for slottet blev byen af samme navn inklusive kirken bygget i 1276 i forbindelse med en håndfæstning. Den nordlige fløj af højborgen med kirke og kapitelsal stod færdig i 1280. Marienburg blev gjort til købstad i 1286. I 1309 flyttede ordenen sit hovedkvarter hertil fra Elblag. Vorburg stod opført fra 1309 og frem. Stormesterens palads blev bygget mellem 1305 og 1393. Siden da var byens og slottets formuer i praksis en enhed. I forbindelse med erhvervelsen af Danzig og Pommern flyttede stormester Siegfried von Feuchtwangen ordenssædet fra Venedig til Marienburg i 1309. I den sidste fjerdedel af det 1300-tallet påbegyndte stormester Winrich von Kniprode byggeriet af den nye by og grundlagde en latinskole. 1380 stod det gotiske rådhus færdigt, og på omtrent samme tidspunkt blev de gotiske byporte og bymuren bygget. Efter det tabte slag ved Tannenberg i 1410 i den såkaldte store krig med Den Tyske Orden lod stormester Heinrich von Plauen byen brænde ned til kirken og rådhuset og trak sig tilbage med beboerne vendte tilbage til slottet og kæmpede imod belejringen af Marienburg. Fra 1411 til 1448 blev der bygget yderligere omsluttende strukturer, Plauen-bolværket.
Ordenen havde i 1454 pantsat Marienburg sammen med andre ordensslotte til lejesoldater som sikkerhed for udestående lønudbetalinger. En flok lejetropper ledet af en bøhmisk ridder tog kontrol over Marienburg i 1457 og solgte den straks efter til kongen af Polen Kasimir 4. Jagiellon af Polen, kaldet Jagiellonianer, som flyttede ind den 7. juni og tog slottet i sin besiddelse. Stormesteren havde lige formået at flygte dagen før og flyttede derefter sit sæde til Königsberg. Byen Marienburg havde stillet sig på ordenens side i den preussiske bykrig mellem ordenen og "Det preussiske forbund", oprettet i 1440 af en række byer og adelsmænd og som gjorde opstand mod Den Tyske Orden fra 1454. Her blev byen belejret fra 27. februar 1454 af alliance bestående af polske og preussiske tropper samt lejesoldater fra Gdańsk. Byen blev generobret den 27. september af lejesoldater, der var loyale over for ordenen. Under borgmester Bartholomäus Blume holdt byen stand i tre år mod en belejring af polske tropper og deres forbundsfæller fra det prøjsiske forbund, men led alvorlig skade indtil den overgav sig 6. august 1460. Efter at byen var erobret, blev Blume hængt.
Efter den anden fred i Toruń i 1466 kom byen og slottet fra ordensstaten til det i Vestpreussen beliggende autonome område Det kongelige Preussen, som på samme tid frivilligt havde underkastet sig den polske krones overherredømme. Et Marienburg voivodskab, en benævnelse for polske provinser, blev etableret, som også omfattede Elblag, Stuhm og Christburg. Kirken, der blev ødelagt i krigen mellem byerne, blev genopbygget mellem 1468 og 1523.
De vestpreussiske byer beholdt mange privilegier. Under de to svenskekrige 1626-1629 og 1656-1660 blev byen uafbrudt besat af svenske tropper og blev udvidet til en fæstning. I forbindelsen med besættelsen blev byen også plyndret.

### 1700-tallet til nu
Som en del af den første deling af Polen kom Marienburg under staten Preussen i 1772, befandt sig i den nyoprettede Vestpreussiske provins fra 1773 og blev administrativt hjemsted for distriktet af samme navn. Byen blev også omdøbt fra Malbork til Marienburg, da området overgik til Preussen. Fra den preussiske administrative reform i 1815 til 1919 befandt Marienburg sig i provinsen Vestpreussen.
I 1816 blev den gamle latinskole erstattet af Højere Byskole, som derefter blev udvidet til et fuldt gymnasium i 1860.
De første restaureringsarbejder på ordensborgen, som siden er styrtet sammen, tjente til at få slottet i brug som kaserne og til at genoprette dets struktur. Slottet blev restaureret fra 1817 og fik opmærksomhed fra kejser Wilhelm 2. af Tyskland, som forherligede ordensriddernes tid.
Fra 1851 til 1857 blev jernbanebroen Nogatbrücke over Nogat bygget ved Recketurm som en gitterbro i forbindelse med anlæggelsen af ruten Berlin–Königsberg af den Preussiske østbane, der var tegnet af Carl Lentze og designet (søjletårne, portaler) af Friedrich August Stüler. I 1890 blev denne bro en vejbro, og Linseträgerbrücke blev bygget til jernbanen 40 m nedstrøms efter planer af Johann Wilhelm Schwedler; portalerne blev designet af Johann Eduard Jacobsthal. Begge broer blev ødelagt den 9. marts 1945. Den nuværende bro blev bygget i 1972-1975.
Efter Første Verdenskrig stemte befolkningen i afstemningsområdet Marienwerder om fortsat tilknytning til Tyskland eller annekteringen til Polen. I Distriktet Marienburg stemte 98,9 procent for at blive i Tyskland, i byen Marienburg stemte 9.641 indbyggere for at blive i Østpreussen, og Polen fik 165 stemmer. Da den tyske provins Vestpreussen blev opdelt og den polske korridor blev dannet, blev området derefter en del af Østpreussen, der var forblevet tysk som "regeringsdistriktet Vestpreussen". Fra 1920 til 1939 dannede Nogat grænsen mellem Tyskland og fristaden Danzig. Den vestlige del af Nogat, distriktet Marienburg, Kalthof, tilhørte fristaden Danzig i disse år.
Antallet af indbyggere steg fra 1910 til 1925 fra 12.983 til 21.039 og nåede et niveau på 26.159 i 1939. På det tidspunkt var der udover det nævnte gymnasium en højere landboskole med tilhørende realskole og et lyceum (pigegymnasium) i byen. Takket være de gode transportforbindelser – Marienburg var jernbaneknudepunkt for ruterne Berlin–Königsberg–Eydtkuhnen, M.–Deutsch-Eylau. M.–Thorn, M.–Allenstein og M.–Tiegenhof, ejede en flodhavn og en lufthavn - havde gummi-, gulv-, sæbe-, sukker-, tagpap-, malt- og cigarfabrikker, samt et kalkstensbrug og et savværk.
En af de mest kendte borgmestre i Marienburg var den med Hindenburg fortrolige Bernhard Pawelcik, som var i embedet fra 1918 til 1933. I en pogrom november 1938 blev Marienburg Synagogen ødelagt.
En lille civil lufthavn åbnede nær Königsdorf øst for Marienburg i 1929 (siden 1950'erne Military Air Base Malbork), som blev overtaget i 1934 af Luftwaffe. Malborg Slot var i gang med at blive restaureret, da 2. verdenskrig brød ud. Under 2. verdenskrig lå en afdeling af Bremer flyproducenten Focke-Wulf i byen, og fremstillede halvdelen af alle Focke-Wulf Fw 190 jagerfly. Anlægget blev hårdt ramt af to United States Army Air Forces (USAAF) luftangreb den 9. oktober 1943 og den 9. april 1944.
Hen mod afslutningen af 2. verdenskrig blev byen erklæret for at være en tysk fæstning, og det meste af den civile befolkning – med undtagelse af omkring 4.000 indbyggere – enten flygtede eller blev evakuerede. Den Røde Hær erobrede Marienburg-området den 25. januar 1945. Fra starten af 1945 var byen centrum for en række voldsomme kampe, og det førte til, at det meste af bygningsmassen blev ødelagt. Kampene om slottet og byen varede indtil den 9. marts 1945, hvor 80 % af den gamle bydel blev ødelagt, og også slottet blev stærkt beskadiget. De fleste af de mere end 27.000 indbyggere var allerede flygtet forinden. Ruinerne af slottet, der var ødelagt på landsiden, stod tilbage, det gotiske rådhus, den gotiske bykirke, de to byporte (Töpfertor og Marientor) og bymuren. Efter Den Røde Hærs indtagelse af byen forsvandt resten af den civile befolkning.
Byen blev som et resultat af Potsdamkonferencen i juni 1945 overdraget til de polske myndigheder, og byen kom dermed til at indgå i Folkerepublikken Polen. Marienburg blev omdøbt til Malbork, de resterende tyske indbyggere blev fordrevet og byen blev befolket med nye indbyggere af polsk etnicitet.
Slotskomplekset blev genopbygget og renoveret efter Anden Verdenskrig. Ombygningen blev stort set som originaltro rekonstruktion udført i de oprindelige bygningsdeles stil. Det bevarede middelaldertag på den store Remter brændte ned i 1959. I 1997 erklærede UNESCO slotskomplekset for verdensarv. Den gamle bydel blev genopbygget, og den historiske grundplan blev opgivet, så blandt andet de maleriske arkader af patricier-husene på markedet ("Hohen" og "Niederen" Lauben) gik tabt, og det historiske rådhus midt i de nye to- og tre-etagers bygninger virker åben boligbebyggelse malplaceret. Antallet af indbyggere voksede støt fra 22.500 (1955) til over 38.000.
I oktober 2008 blev der fundet en massegrav med mere end 2.100 døde under anlægsarbejde for et luksushotel. De nøjagtige omstændigheder omkring dødsårsagerne, og hvem ofrene var, kunne ikke afklares endeligt (fra 2014). Men alle ofrene formodes at være elementer af den tyske befolkning i Marienburg på det tidspunkt. Den 14. august 2009 blev alle 2.116 døde begravet på den tyske militærkirkegård i Neumark nær Stare Czarnowo med en økumenisk tjeneste.

## Seværdigheder

### Ordensborgen Malbork
Ordensborgen Malbork var det vigtigste ordensslot for den tyske orden og fra 1309 til 1457 sæde for stormestrene. Borgens konstruktion begyndte i 1272, og efter dens færdiggørelse i begyndelsen af det 14. århundrede blev den betragtet som den mest magtfulde fæstning i Europa. Borgkomplekset omfatter tre slotte indenfor en samlet befæstningsmur, nemlig en højborg fra slutningen af 1200-tallet, der ligger inderst, samt en midterborg og en yderborg fra 1300-tallet. Ifølge nogle fortegnelser er bygningsværket verdens største borgkompleks. Stormesterens palæ i det midterste borgområde er et fremragende eksempel på sengotisk byggestil. Komplekset blev jævnligt ombygget i perioden fra 1200- til 1700-tallet og fremviser derfor mange forskellige bygningstræk. Der er kælet for detaljerne med rigt udsmykkede søjler, vægge, døre, vinduer og trapper.
I sin begrundelse for at udnævne borgkomplekset til et verdensarvsområde fremhævede UNESCO det gotiske teglstensbyggeri som udtryk for Den Tyske Ordens unikke og karakteristiske byggestil, som havde udviklet sig uafhængigt af tilsvarende samtidige byggerier i Vesteuropa. Mange af de metoder, som håndværkerne og bygmestrene fandt frem til undervejs i arbejdet med opførelsen, påvirkede bagefter ordenens efterfølgende slotte og andre bygninger opført i gotisk byggestil i det nordøstlige Europa. Tilsvarende gav en omhyggelig restaurering af den på det tidspunkt lidt forfaldne fæstning i 1800- og starten af 1900-tallet anledning til at udvikle en række nye restaureringsteknikker, som nu er blevet standard i restaureringsarbejde for historiske bygninger generelt. Ordensborgen i Malbork har dermed også ydet et enestående bidrag til restaureringsteori og -praksis, som blandt andet har ført til genopdagelsen af mange hidtil glemte middelalderlige kunst- og håndværksmetoder. Da borgen på ny blev ødelagt under anden verdenskrig, kunne man i det efterfølgende restaureringsarbejde følge den grundige og detaljerede dokumentation fra den foregående generation af bygningskonservatorer.

### Sankt Johannes sognekirke
Johanneskirken, der ligger i den nordvestlige del af byen i nærheden af slottet, blev bygget i sin nuværende form mellem 1468 og 1523, efter at den tidligere bygning fra 1200-tallet var blevet fuldstændig ødelagt omkring 1460 i trettenårskrigen. Det tre-skibede kirkerum blev bygget som en gotisk murstensbygning. Tårnet foran midten af sydfronten med dens massive firkantede underbygning og træklokketårnet blev bygget sidst og først færdigbygget i 1635. I 1668 ødelagde en brand den vestlige del af bygningen, som ikke blev genopført. Østfacaden fik sit nuværende udseende i 1851. I slutningen af Anden Verdenskrig] blev taget og klokketårnet på tårnet ødelagt, og hvælvingerne blev delvist gennembrudt. Genopbygningen blev først afsluttet i 1979. Interiøret er stort set bevaret, inventaret stammer fra 1500-tallet. To døbefonte blev lavet i det 14. århundrede, og en figur af den hellige Elisabeth af Thüringen omkring 1410. Den nygotiske prædikestol blev udført i det 19. århundrede.

### Gamle Rådhus
Marienburg Rådhus stod færdigt i 1380 i Teglstensgotisk-stil. Det er en af de få bevarede bygninger i byen fra ordenstiden. Efter anden verdenskrig flyttede byens kulturelle centrum til denne bygning. Den oprindelige bygning blev delvist ødelagt i trettenårskrigen og genopbygget i sin nuværende form mellem 1457 og 1460. Den oprindelige bygnings nordgavl er dekoreret med skærme, mens sydgavlen fra 1400-tallet har halvbuer. I underetagen løber en hvælvet svalegang, overetagen er struktureret af flade pilaster, vinduerne med stenkors er indsat i spidsbuede paneler. Det spidse tagtårn midt på sadeltaget måtte efter en brand i 1899 og efter anden verdenskrigs ødelæggelse fornyes. Den tidligere retssal er kun lukket af en kuppellignende ribbehvælving.

### Jerusalem-hospitalet
Den Tyske Ordens Jerusalem-hospital (polsk: Szpital Jerozolimski) er en toetages teglstensbygning, der sandsynligvis stammer fra 1500-tallet. Hospitalet blev oprindelig opført af Den Tyske Orden sidst i 1200-tallet i bindingsværk. I mange år fungerede bygningen som hospital. Undeer anden verdenskrig blev den kortvarigt brugt af den polske regering til at huse flygtninge. Efter anden verdenskrig rummede den lejligheder, men som følge af omsorgssvigt og brand faldt den i forfald. I 2006-2011 blev den ombygget og bruges nu af Malbork Center for Kultur og Uddannelse. I 2006 blev bygningen optaget på World Monuments Funds opmærksomhedsliste over truede vigtige kulturhistoriske bygninger.

### Bybefæstninger
Plauener-muren blev bygget efter ordre fra stormester Heinrich von Plauen i midten af det 15. århundrede. Mellem 1656 og 1659 opførte svenskerne yderligere forsvarsvolde ved den nordlige og østlige forplads, dele af anlæggene er bevaret. Vest for floden Nogat ligger Recketurm, også kendt som Kærnemælkstårnet, fra det 15. århundrede. Det blev rekonstrueret efter Anden Verdenskrig. Den 12 meter høje og 9 meter brede gotiske keramikport står i øst og blev kun lidt beskadiget i 1945. Det ødelagte tag blev restaureret i 1955. Den sydlige Marientor er ti meter høj og otte meter bred. Det blev også bygget i gotisk stil omkring midten af det 14. århundrede og blev udvidet i det 16. århundrede. Ødelagt til jorden i 1945, dens genopbygning blev først afsluttet i 1964.

### Militærkirkegård
Syd for byen ligger Malbork Commonwealth War Cemetery, hvor britiske soldater fra Første og Anden Verdenskrig ligger begravet. Kirkegården har også Malbork Memorial, som mindes 39 døde britiske krigsfanger fra 1. verdenskrig, der siden 1960'erne er begravet på Lidzbark Warmiński krigskirkegård.

## Demografi
Befolkningsudvikling frem til 1945
| År   | beboer | Bemærkninger                                                                            |
| ---- | ------ | --------------------------------------------------------------------------------------- |
| 1783 | 04.575 | uden garnisonen og tilknyttede civile (12 kompagnier infanteri, i alt 819 personer)     |
| 1816 | 04.817 | [ 36 ]                                                                                  |
| 1831 | 05.442 | mest evangelisk                                                                         |
| 1867 | 08.219 | herunder 4.875 protestanter, 2.873 katolikker, 144 mennonitter og 317 jøder             |
| 1875 | 08.526 |                                                                                         |
| 1880 | 09.559 |                                                                                         |
| 1890 | 10.279 | 6.027 af dem protestanter, 3.816 katolikker og 217 jøder                                |
| 1905 | 13.095 | hvoraf 7.739 var protestanter, 4.831 var katolikker og 165 var jøder (97,4 % tyskere)   |
| 1910 | 14.019 |                                                                                         |
| 1925 | 21.039 | hvoraf 13.039 er protestanter, 7.731 er katolikker, 41 er andre kristne og 179 er jøder |
| 1933 | 25.121 | hvoraf 15.444 er protestanter, 9.414 er katolikker, en anden kristen og 133 er jøder    |
| 1939 | 26.159 | 15.590 af dem protestanter, 9.689 katolikker, 168 andre kristne og 34 jøder             |

Indbyggertal efter 1945
| Jahr       | 1945  | 1946   | 1950   | 1955   | 1965   | 1975   | 1989   | 1995   | 2000   | 2004   | 2010   | 2015   |
| ---------- | ----- | ------ | ------ | ------ | ------ | ------ | ------ | ------ | ------ | ------ | ------ | ------ |
| Indbyggere | 2.825 | 10.017 | 16.994 | 22.500 | 28.292 | 32.495 | 39.018 | 40.188 | 39.407 | 38.950 | 39.284 | 38.895 |

## Kendte Bysbørn
- Dietrich von Altenburg den 19. højmester af Den Tyske Orden, fra 1335 til 1341
- Winrich von Kniprode den 22. højmester af Den Tyske Orden og den længst siddende fra 1351 til 1382
- Konrad von Jungingen (ca.1355-1407) den 25. højmester af Den Tyske Orden fra 1393 til 1407
- Bartholomäus Blume (??–1460 henrettet) Borgmester i Marienburg med base i Malbork Slot
- Stibor de Poniec af Ostoja-klanen, Statholder af Malbork i 1460
- Achatius Cureus (1531–1594), forfatter
- Bartholomaeus Praetorius (ca.1590-ca.1623), tysk komponist
- Wilhelm von Schulte (1821–1894), kartograf og historiker
- Adalbert Krüger (1832–1896), tysk astronom
- Bernhard Stadié (1833–1895), præst og vestpreussisk historiker
- Carl Legien (1861–1920), ledende politiker i det tyske socialdemokratiske parti
- Stanisław Taczak (1874–1960), general og øverstkommanderende for den store polske opstand; døde i Malbork
- Bruno Kurowski (1879–1944), tysk advokat og politiker fra Fristaden Danzig
- Erich Kamke (1890-1961), tysk matematiker, specialiseret i teorien om differentialligninger
- Erich Abraham (1895-1971), general
- Heinz Galinski (1912-1992), præsident for Jødernes Centralråd i Tyskland, 1988-1992
- Alfred Struwe (1927–1998), skuespiller
- Hartmut Boockmann (1934–1998), tysk historiker med speciale i middelalderhistorie
- Ulrich K. Preuss (1939-), tysk jurist
- Klaus Ampler (1940–2016), tysk cykelrytter, konkurrerede ved de olympiske sommerlege 1968
- Wolfgang Barthels (1940-), pensioneret tysk fodboldspiller, over 200 kampe for Hansa Rostock
- Christel Lau (1944-) pensioneret tysk landhockeyspiller
- Grzegorz Lato (1950-), tidligere angriber for det polske fodboldlandshold og politiker
- Jarek Dymek (1971-) polsk tidligere stærkmandskonkurrent
- Shamek Pietucha (1976–2015) polskfødt canadisk svømmer, der repræsenterede Canada ved sommer-OL 2000
- Izabela Bełcik (1980-) polsk volleyballspiller, Polens kvindelandshold i volleyball 1999-2014
- Rafał Murawski (1981-) polsk fodboldspiller, over 400 klubkampe og 48 kampe for Polen
- Aneta Florczyk (1982-) polsk kvindelig atlet og stærk kvinde
- Marcelina Zawadzka (1989-), model, Miss Polonia 2011, semifinalist Miss Universe 2012 og tv-vært

## Maskot
Malbork har en officiel maskot i form af Marianek, en ridder klædt i rustning med opslået hjelm og visir, som blev designet af en af byens indbyggere i en konkurrence. Maskotten deltager i form af en skuespiller i byens officielle arrangementer. I 2020 blev der tre forskellige steder i byen opsat miniaturestatuer i bronze af Marianek, og siden er de blevet suppleret med flere udgaver af maskotten i forskellige situationer.

## Galleri
- Statue af Kasimir 4. Jagiellon af Polen
- Byens gamle rådhus
- Det gamle rådhus på et træsnit fra 1903
- Johannes Døber-kirken
- Brama Garncarska (Keramikporten)
- Brama Mariacka (Jomfru Marias Port)
- Postkontor
- Byens vandtårn
- Byretten
- Malbork County seat
- Kirke
- Turistinformationscenter
- Den gamle bydel i Malbork (set fra nord), til højre kirken St. Johannes Sognekirke

### På engelsk
- Christofer Herrmann (2007): Malbork: the palace of the Grandmasters and the Great Refectory. Artes, 50 sider, ISBN 9788361049043, ISBN 9783865682826.
- Ann Weil (2012): The world's most amazing castles. Raintree, 32 sider, ISBN 9781406227505 (børnebog).

### På tysk
- Johann Friedrich Goldbeck: Volständige Topographie des Königreichs Preussen. Del II, Marienwerder 1789, S. 16–18, Nr. 2).
- August Eduard Preuß: Preußische Landes- und Volkskunde oder Beschreibung von Preußen. Ein Handbuch für die Volksschullehrer der Provinz Preußen, so wie für alle Freunde des Vaterlandes. Gebrüder Bornträger, Königsberg 1835, S. 422–430, Nr. 34.
- Isaac Gottfried Goedtke: Kirchengeschichte der Stadt Marienburg vom Jahr 1548–1766. I: Preußische Provinzial-Blätter, Bind 21 (1839), side 15–30, side 137–153 og side 254–268.
- Johannes Voigt: Geschichte Marienburgs, der Stadt und des Haupthauses des deutschen Ritter-Ordens in Preußen. Königsberg 1824. (på Google Books)
- Hermann Eckerdt: Geschichte des Kreises Marienburg. Bretschneider, Marienburg 1868 (på Google Books).
- Ludwig Lucas: Geschichtliche Nachrichten von Stadt und Schloß Marienburg in Preußen. I: Beiträge zur Kunde Ostpreußens, Bind 2, Königsberg 1819.
- Bernhard Pawelcik: Marienburg. Verlags-Gesellschaft für Städtebau, Berlin 1930.
- Erich Weise (red.): Handbuch der historischen Stätten bind: Ost- und Westpreußen (= Kröners Taschenausgabe, bind 317). Uændret optryk af 1. oplag 1966. Kröner, Stuttgart 1981, ISBN 3-520-31701-X.
- Dehio-Handbuch der Deutschen Kunstdenkmäler: Westpreußen und Ostpreußen. Deutscher Kunstverlag, München 1993, ISBN 3-422-03025-5.
- Dorna Maciej: Die Brüder des Deutschen Ordens in Preußen 1228–1309. Eine prosopographische Studie. Oversat fra polsk af Martin Faber. Böhlau, Wien et al. 2012, ISBN 978-3-412-20958-2.
- Eugen Kotte, Christine Vogel og Bernd Ulrich Hucker (2013): Die Marienburg : Vom Machtzentrum des Deutschen Ordens Zum Mitteleuropäischen Erinnerungsort. Brill, 243 sider, ISBN 9783657776177.